# Воскресенка (зупинний пункт)
Воскресенка (до 2009 — Городня; до 2024 — Троєщина) — зупинний пункт Київського залізничного вузла Південно-Західної залізниці. Розташований між зупинним пунктом Райдужний і станцією Микільська Слобідка на Північному напівкільці — обхідній залізничній лінії, що сполучає станції Борщагівка та Дарниця через станцію Почайна. З 4 жовтня 2011 року рух міської електрички відкрито по кільцю загальною довжиною 50,8 км із 14 зупинками.
Поблизу платформи розташована кінцева зупинка автобусних маршрутів № 59, 61, які сполучають платформу з житловими масивами Райдужний, Воскресенка і Вигурівщина-Троєщина.
18 січня 2024 року рішенням міської ради змінена назва платформи з «Троєщина» на «Воскресенка».

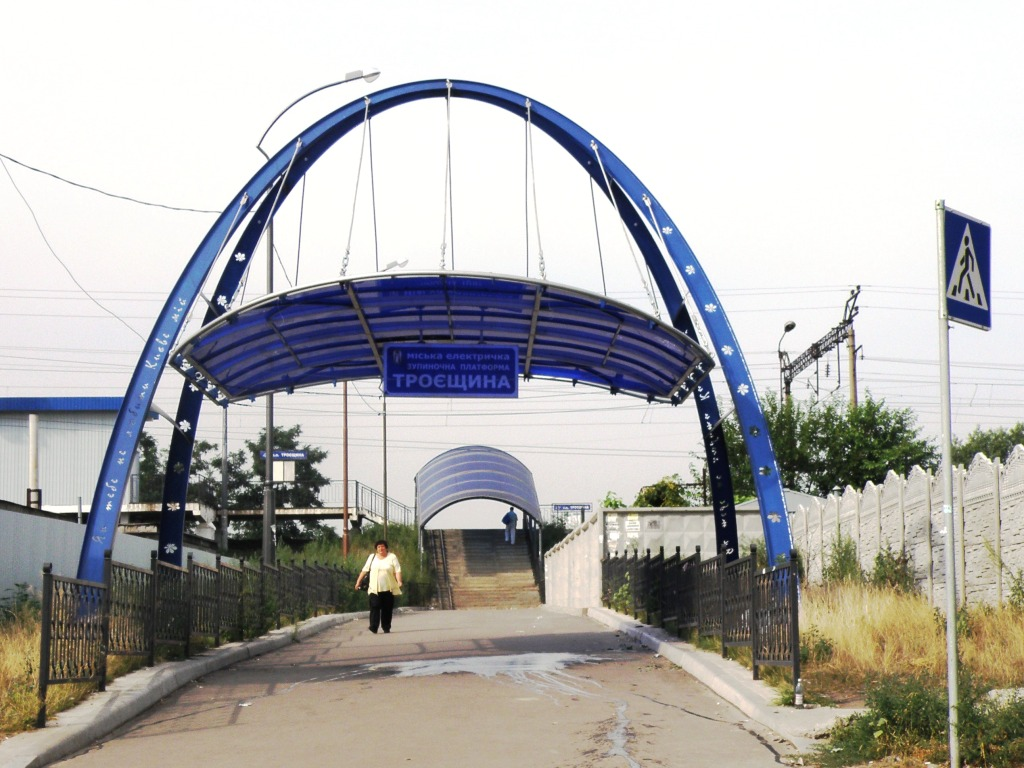
Вхід на станцію
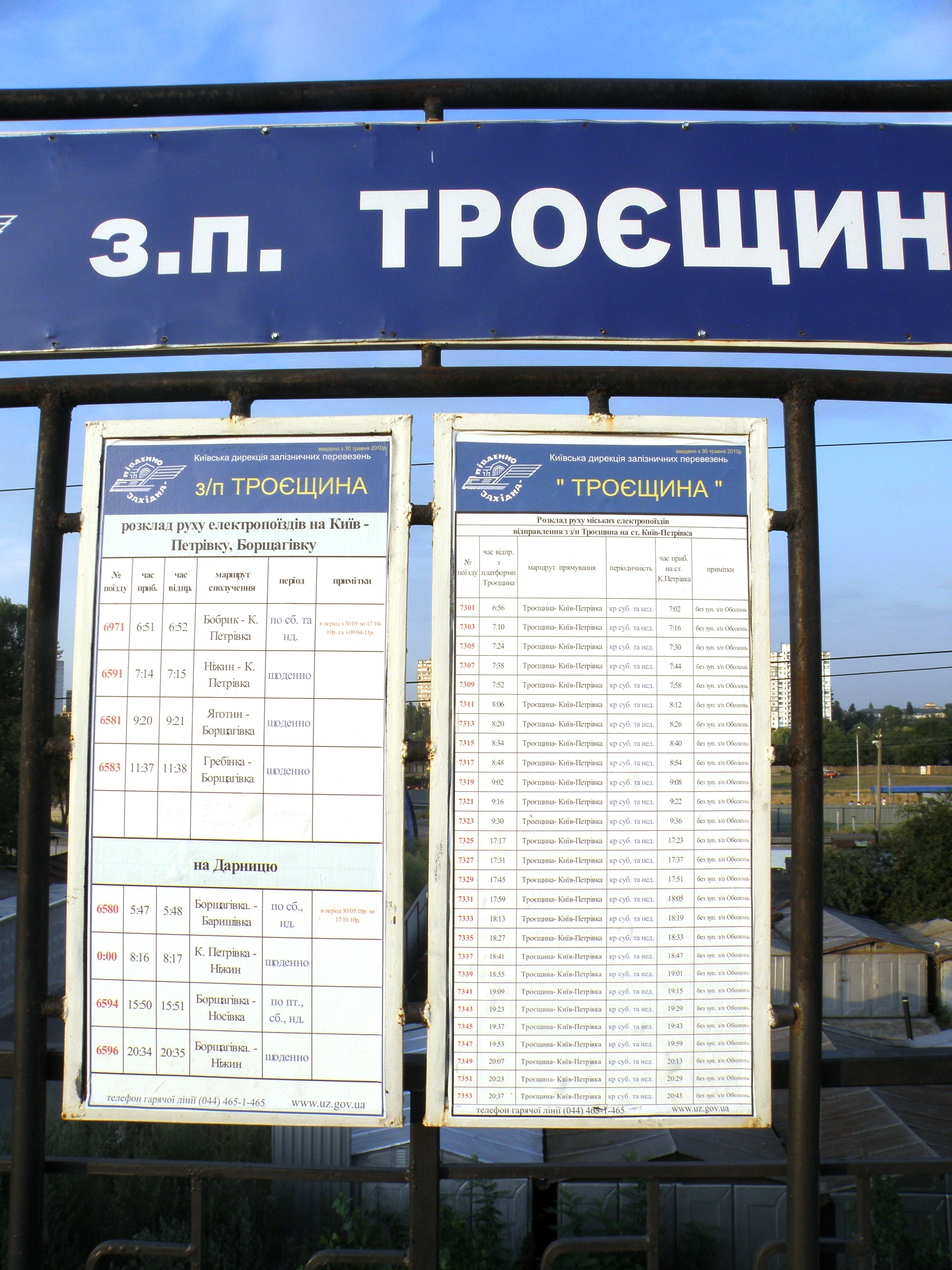
Розклад руху поїздів (серпень 2010 року)
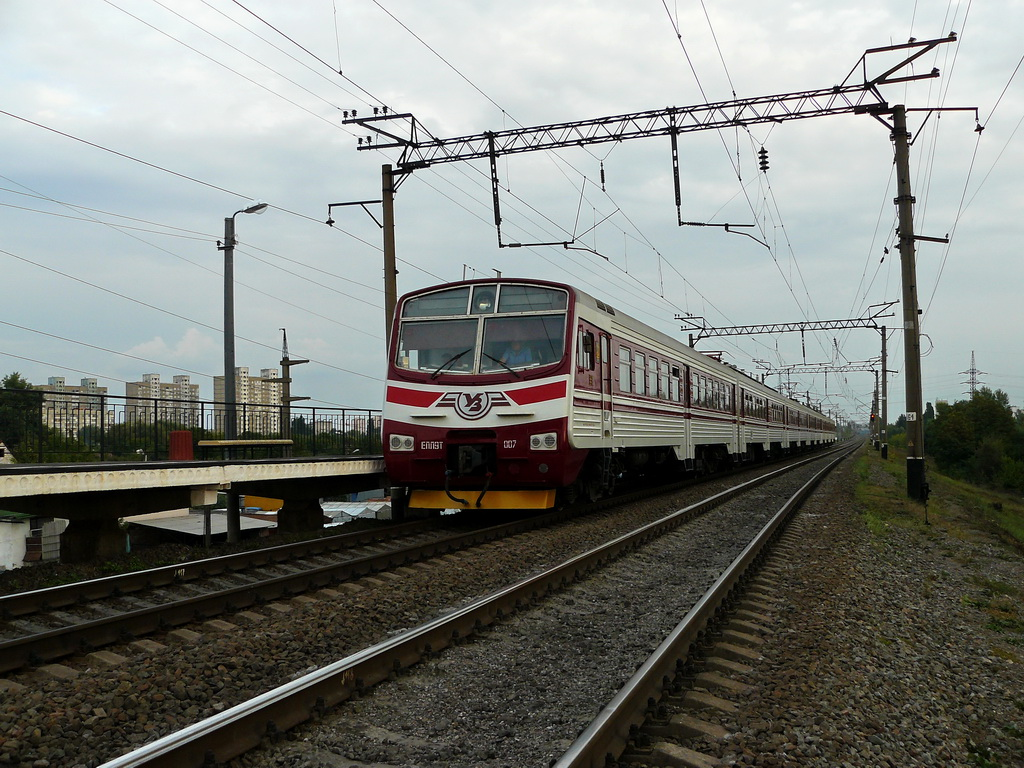
Міський електропоїзд, що прибуває на платформу
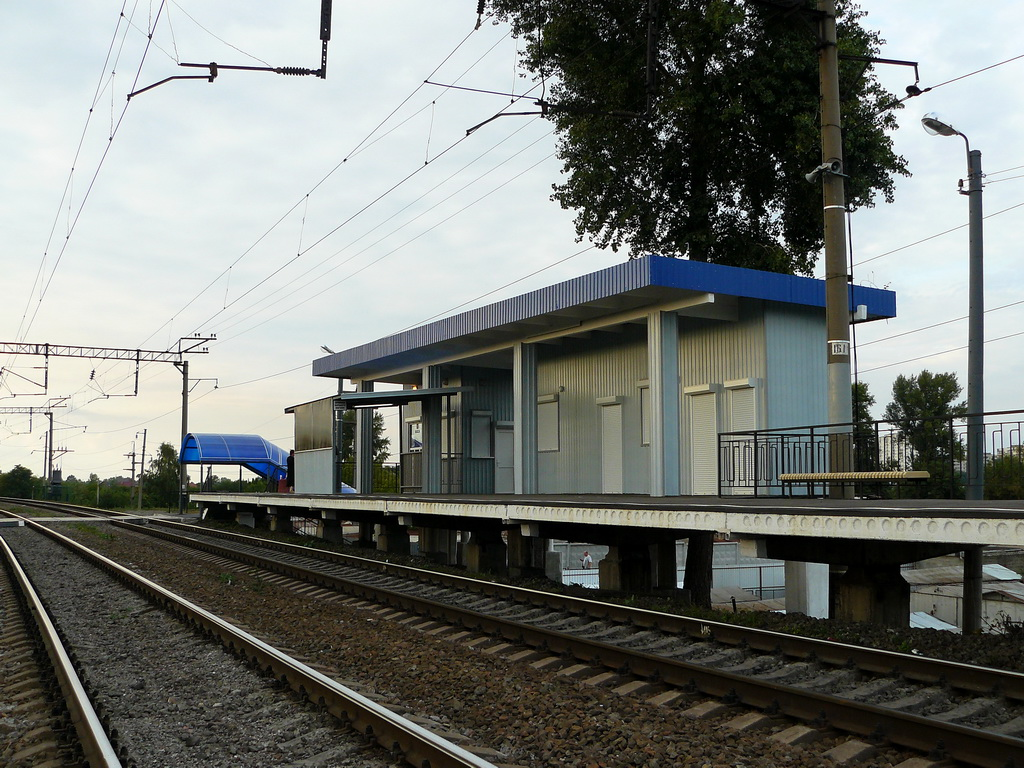
Платформа